# Волчек, Владимир Семёнович
Влади́мир Семёнович Во́лчек (род. 6 сентября 1969) — советский и российский футбольный тренер. Известен по работе в клубах «Торпедо» (Москва), «Краснодар», «Калуга», «Рига».

## Биография
Тренерскую деятельность начал с 1987 года, работая с детскими и юношескими командами. С 2005 года начал работать в дублирующем составе «Торпедо» Москва, с 2006 года назначен главным тренером. В 2008 году недолгое время проработал главным тренером «Краснодара». Позднее работал в московском «Локомотиве», возглавлял дублирующий состав и «Локомотив-2». В 2013 году назначен главным тренером «Калуги». В июле 2016 года вернулся в московское «Торпедо», став помощником Виктора Булатова, но уже в августе стал главным тренером клуба «Рига». В августе 2017 года перешёл на работу в футбольную школу «Чертаново» Москва, возглавив команду 2003 года рождения. Под его руководством в ноябре 2017 года команда выиграла Кубок РФС. 1 июня 2018 года вошёл в тренерский штаб Виктора Булатова в «Спартаке-2». 10 января 2020 года покинул «Спартак-2» в связи со сменой главного тренера, который привёл в команду свой штаб.

## Достижения
«Краснодар»
- Бронзовый призёр зоны «Юг» Второго дивизиона: 2008

«Локомотив» (Москва)
- Победитель молодёжного первенства России: 2011

## Статистика в качестве главного тренера
| Клуб                      | Начало работы   | Окончание работы | Результаты | Результаты | Результаты | Результаты | Результаты | Результаты | Результаты | Результаты |
| Клуб                      | Начало работы   | Окончание работы | И          | В          | Н          | П          | ГЗ         | ГП         | РМ         | В %        |
| ------------------------- | --------------- | ---------------- | ---------- | ---------- | ---------- | ---------- | ---------- | ---------- | ---------- | ---------- |
| «Торпедо»-мол. (Москва)   | 9 июня 2006     | 25 ноября 2006   | 21         | 2          | 4          | 15         | 17         | 36         | -19        | 9,52       |
| «Краснодар»               | 22 февраля 2008 | 13 августа 2008  | 24         | 14         | 6          | 4          | 41         | 17         | +24        | 58,33      |
| «Локомотив»-мол. (Москва) | 21 декабря 2010 | 29 октября 2012  | 57         | 26         | 10         | 21         | 96         | 82         | +14        | 45,61      |
| «Локомотив-2» (Москва)    | 29 октября 2012 | 14 августа 2013  | 16         | 8          | 6          | 2          | 31         | 13         | +18        | 50,00      |
| «Калуга»                  | 2 сентября 2013 | 12 февраля 2015  | 44         | 18         | 13         | 13         | 59         | 47         | +12        | 40,91      |
| «Рига»                    | 23 августа 2016 | 19 апреля 2017   | 16         | 6          | 6          | 4          | 18         | 13         | +5         | 37,50      |
| Всего                     | Всего           | Всего            | 178        | 74         | 45         | 59         | 262        | 208        | +54        | 41,57      |